# 윙크 (음악 그룹)
윙크는 대한민국의 트로트 듀오이다. KBS 개그우먼 출신 쌍둥이 자매인 강주희와 강승희로 이루어져 있으며 2008년 《천생연분》으로 데뷔하였다.

## 구성원
| 이름   | 소개 |
| ------ | --- |
| 강주희 | - 이름 : 강주희 - 생년월일 : 1983년 6월 29일(42세) - 출생지 : 대한민국 서울특별시 - 학력 : 동덕여자대학교 방송연예 - 포지션 : 보컬 - 활동기간 : 2008년 ~ 현재  |
| 강승희 | - 이름 : 강승희 - 생년월일 : 1983년 6월 29일(42세) - 출생지 : 대한민국 서울특별시 - 학력 : 단국대학교 연극영화 학사 - 포지션 : 보컬 - 활동기간 : 2008년 ~ 현재 |

## 경력
- 2010년 ~ 2011년 KBC 광주방송(SBS 가맹) 전국 TOP10 가요쇼 VJ

## 방송 (개그 프로)
- 2007  올리브 오 뒷 세이
- 2006  KBS 폭소클럽 2
- 2006  KBS 개그콘서트
- 2005  KBS 폭소클럽

## 방송 (기타 프로)
- TJB 세상발견 유레카
- KBS1 아침마당 게스트
- kbc 전국 톱 10 가요 쇼
- KBS1 도전 골든벨
- kBS1 가요무대
- MBC 생방송 행복드림 로또 6/45 게스트 918회
- MBC 드라마 《왔다! 장보리》 - 진희, 선희 역 (특별출연)

## 데뷔
- 2008년 싱글 앨범 [천생연분]

## 앨범

### 정규
- 1집 《부끄부끄》

### 싱글
- 《천생연분》(2008년)
- 《얼쑤》(2010년)
- 《아따 고것참》(2011년)
- 《봉 잡았네!》(2014년)
- 대장금이 보고있다 OST Part 3 핫해핫해 (2018년)
- 《일번출구》(2019년)
- <<행복의 샘터>> (2025년)

## 수상 목록

### 시상식
- 2010년 제3회 대한민국 나눔대상 국회상임위원장상
- 2010년 제16회 대한민국 연예예술상 사회봉사상
- 2008년 제15회 대한민국연예예술상 신인가수상